# Kvarter i Änggården

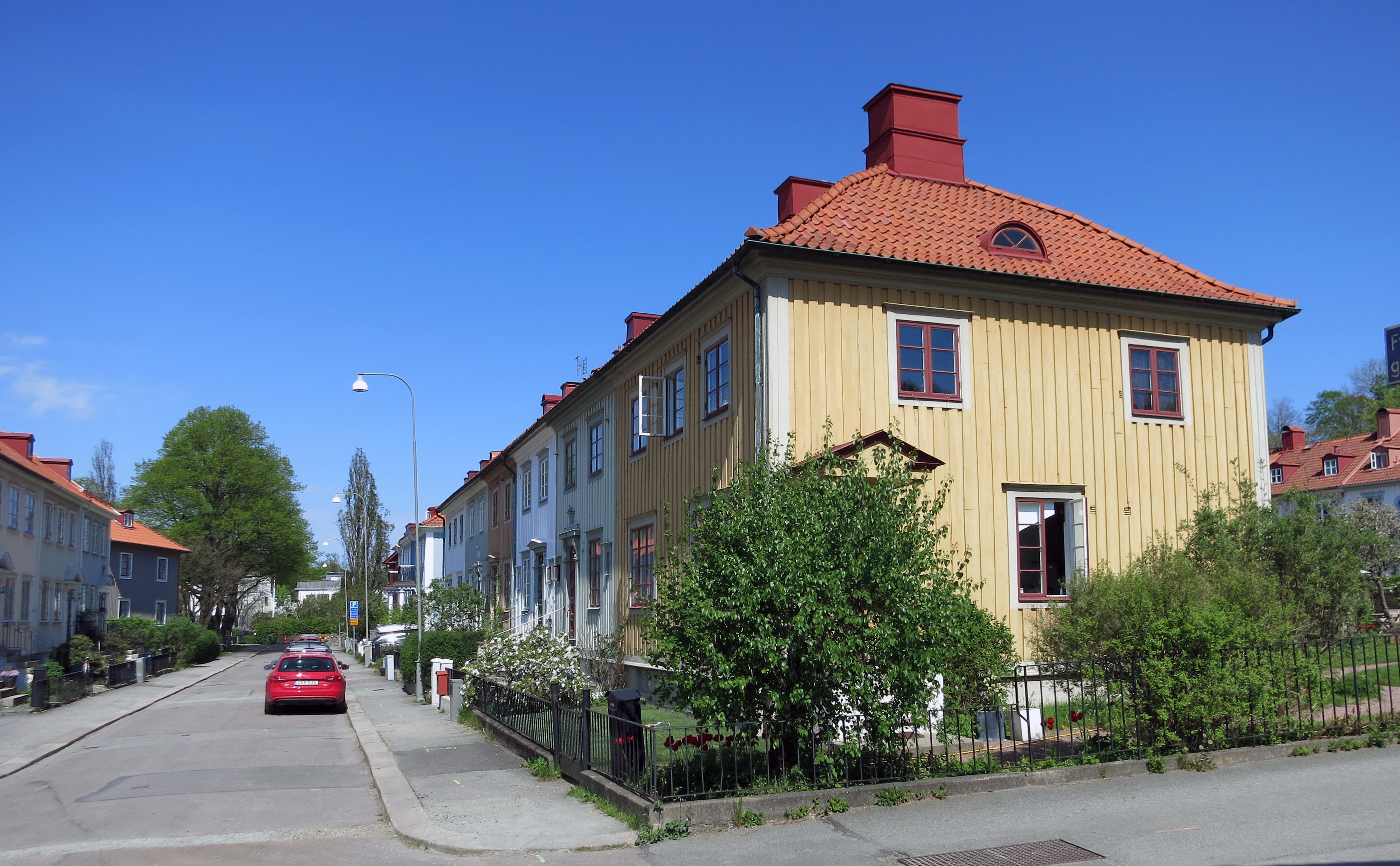
Fyrdalersgatan i Änggården.

Kvarteren i stadsdelen Änggården i Göteborg är uppdelade i Främre Änggården samt Bortre Änggården, med sex kvarter respektive tretton kvarter. Merparten av tomterna bebyggdes 1915-1960. År 2000 var fördelningen: 71 villor; 51 radhus; 24 parhus och 3 flerbostadshus. Totalt 149 stycken. 

## Kvartersindelning med gatuadresser (och tomtnummer)
Främre Änggården
- 1 Kvarteret Påskliljan: Särögatan 4/Apotekaregatan 2 (15), Apotekaregatan 4 (14), Apotekaregatan 6 (13), Apotekaregatan 8//Askimsgatan 3 (12), Änggårdsplatsen 1-11 (18-28).
- 25 Kvarteret Hortensian: Särögatan 6/Apotekaregatan 3 (2), Apotekaregatan 5/Malmgårdsgatan 1 (3), Apotekaregatan 7/Malmgårdsgatan 2 (9), Apotekaregatan 9/Askimsgatan 5 (10), Malmgårdsgatan 3 (4), Malmgårdsgatan 4 (8), Malmgårdsgatan 5 (5), Malmgårdsgatan 6 (7), Askimsgatan 7 (11), Askimsgatan 9 (12), Särögatan 8 (13).
- 5 Kvarteret Krusmyntan: Carl Skottsbergs Gata 2-20 (1-10).
- 18 Kvarteret Hyacinten: Apotekaregatan 13 (10), Apotekaregatan 15 (11), Apotekaregatan 17 (2), Askimsgatan 4 (3), Askimsgatan 6 (8), Askimsgatan 8 (13), Askimsgatan 10 (9).
- 19 Kvarteret Ringblomman: Askimsgatan 2/Per Dubbsgatan 1 (1A), Apotekaregatan 12/Per Dubbsgatan 3 (2), Apotekaregatan 14/Per Dubbsgatan 5 (3).
- 21 Kvarteret Krassen: Särögatan 1 (1).

Bortre Änggården
- 6 Kvarteret Pionen: Änggårdsgatan 1-9 (33-37), Änggårdsgatan 15-19 (38-40), Änggårdsgatan 21 (13), Änggårdsgatan 23-29 (14-17), Änggårdsgatan 31/Storängsgatan 12 (18), Storängsgatan 2/Carl Skottsbergs Gata 84 (23), Storängsgatan 4-10 (22-19), Storängsgatan 4-10 (22-19), Thorild Wulffsgatan 1 A-D (31), Thorild Wulffsgatan 3 (32), Carl Skottsbergs Gata 42-80 (62), Carl Skottsbergs Gata 82 (41).
- 7 Kvarteret Resedan: Älvaleken 1-5 (1-5), Fyradalersgatan 3-9 (6-9), Fyradalersgatan 11+15 (40-41), Fyradalersgatan 17-23 (13-16), Storängsgatan 14-24 (23-18), Storängsgatan 26 (39), Änggårdsgatan 4-16 (30-24).
- 8 Kvarteret Lövkojan: Thorild Wulffsgatan 7/Fyradalersgatan 2 (11), Fyradalersgatan 4 (10), Fyradalersgatan 6-10 (9-7), Fyradalersgatan 12-20 (6-2), Fyradalersgatan 22/Håbergsstigen 2 (1), Thorild Wulffsgatan 11-25 (12-19), Håbergsstigen 4 (22-23), Thorild Wulffsgatan 9 (21).
- 9 Kvarteret Solrosen: Fyradalersgatan 24/Håbergsstigen 1 (1), Fyradalersgatan 26-32 (37-34), Fyradalersgatan 34/Storängsgatan 30 (33), Storängsgatan 33-35 (29,31,30), Fyradalersgatan 36-44 (43-39), Håbergsstigen 3 (50), Håbergsstigen 7/Thorild Wulffsgatan 27 (4), Thorild Wulffsgatan 29-35 (5-8), Thorild Wulffsgatan 37-43 (44-47), Thorild Wullfsgatan 45/Solbänksgatan 1 (48), Solbänksgatan 3 (49), Solbänksgatan 5 (15), Solbänksgatan 7-15 (16-20), Solbänksgatan 17-19 (21-22), Syringsgatan 2-4 (51-52).
- 10 Kvarteret Violen: Storängsgatan 27/Fyradalersgatan 25 (14), Fyradalersgatan 27-29 (15-16), Fyradalersgatan 31 (34), Fyradalersgatan 33-35 (35), Fyradalersgatan 37 (36), Fyradalersgatan 39 (21), Fyradalersgatan 41/Täppan 4 (22), Änggårdsgatan 32/Täppan 1 (1), Täppan 2-3 (24-23), Änggårdsgatan 22-30 (6-2), Storängsgatan 15/Änggårdsgatan 20 (25), Storängsgatan 17-25 (30-33,29).
- 11 Kvarteret Tulpanen: Syringsgatan 3 (12), Solbänksgatan 21/Syringsgatan 5 (13), Solbänksgatan 23 (29), Solbänksgatan 25-35 (15-20), Solbänksgatan 37-39 (21-22), Kroppåsstigen 4 (31-32), Fyradalersgatan 46-56 (28-23), Fyradalersgatan 58-70 (40-34), Fyradalersgatan 72/Kroppåsstigen 2 (33).
- 12 Kvarteret Dalian: Carl Skottsbergs Gata 86/Storängsgatan 1 (9), Storängsgatan 3-11 (10-14), Änggårdsgatan 35-45 (15-20), Änggårdsgatan 47-57 (21-26), Änggårdsgatan 59 A-J (33-42), Carl Skottsbergs Gata 88 (67), Carl Skottsbergs Gata 90-136 (68).
- 13 Kvarteret Isopen: Kroppåsstigen 7/Solbänksgatan 41-43 (12-13), Solbänksgatan 45-47 (14-15), Solbänksgatan 49-51 (16-17), Änggårdsgatan 34-48 (55-53 och 46-42), Hejderidaregatan 6A-6B (51-50), Kroppåsstigen 3-5 (52).
- 16 Kvarteret Nejlikan: Solbänksgatan 14-16 (14,29), Solbänksgatan 18a+b (27-28), Solbänksgatan 20a+b (32-33), Solbänksgatan 22-24 (31,11), Solbänksgatan 26 (19), Solbänksgatan 28-30 (10-9), Solbänksgatan 32 (20), Solbänksgatan 34-36 (8-7), Solbänksgatan 40-42 (6-5), Solbänksgatan 44-46 (4-3), Solbänksgatan 48-50 (2-1), Solbänksgatan 38 (21), Thorild Wulffsgatan 55 (16), Thorild Wulffsgatan 57 (34-35), Hejderidaregatan 12 (24), Hejderidaregatan 14 (26), Hejderidaregatan 16 (25).
- 17 Kvarteret Pingstliljan: Solbänksgatan 2/Thorild Wulffsgatan 47 (1), Solbänksgatan 4 (9), Solbänksgatan 6 (8), Solbänksgatan 8 (13), Solbänksgatan 12 (12), Thorild Wulffsgatan 49 (14), Thorild Wulffsgatan 51 (15), Thorild Wulffsgatan 53 (16).

- 20 Kvarteret Lejongapet: Thorild Wulffsgatan 16 (l6), Thorild Wulffsgatan 18 (17), Thorild Wulffsgatan 20 (18), Thorild Wulffsgatan 22 (2), Thorild Wulffsgatan 24 (1), Thorild Wulffsgatan 26 (19), Thorild Wulffsgatan 28 (20), Thorild Wulffsgatan 30 (21), Thorild Wulffsgatan 32 (22), Thorild Wulffsgatan 34 (23), Thorild Wulffsgatan 36 (24), Thorild Wulffsgatan 38 (25), Thorild Wulffsgatan 40 (26), Thorild Wulffsgatan 42 (27), Thorild Wulffsgatan 44 (28), Thorild Wulffsgatan 46 (13), Thorild Wulffsgatan 48 (29), Thorild Wulffsgatan 50 (30), Thorild Wulffsgan 52 (31), Thorild Wulffsgatan 54 (32), Thorild Wulffsgatan 56 (33), Thorild Wulffsgatan 58 (34), Thorild Wulffsgatan 60 (35).
- 22 Kvarteret Lobelian: Carl Skottsbergs Gata 24-38B (1-9).
- 23 Kvarteret Begonian: Thorild Wulffsgatan 4 (1), Thorild Wulffsgatan 6 (2), Thorild Wulffsgatan 8 (3), Thorild Wulffsgatan 10 (4), Thorild Wulffsgatan 12 (5), Thorild Wulffsgatan 14 (6).

## Arkitekter i urval
- Ernst Torulf
- Sigfrid Ericson
- Arvid Bjerke
- Ragnar Ossian Swensson
- Johan J A Jarlén
- K.G. Wikström
- Nils Edvin Olsson
- Carl Ritzén
- Gotthard Ålander
- AB Svenska trähus
- Rudolf Hall
- Torsten Hansson
- Ingrid Wallberg